# Riverview (St. Louis County)
Riverview ist eine Gemeinde mit dem Status „Village“ im St. Louis County im US-Bundesstaat Missouri. Das U.S. Census Bureau hat bei der Volkszählung 2020 eine Einwohnerzahl von 2.397 ermittelt.

## Geographie
Die Koordinaten von Riverview liegen bei 38°45'2" nördlicher Breite und 90°13'31" westlicher Länge.
Nach Angaben der United States Census 2010 erstreckt sich das Stadtgebiet von Riverview über eine Fläche von 2,15 Quadratkilometer (0,83 sq mi). Das komplette Stadtgebiet befindet sich an Land.
Riverview grenzt im Osten an Bellefontaine Neighbors und im Westen an den Mississippi River.

## Bevölkerung
Nach der United States Census 2010 lebten in Riverview 2856 Menschen verteilt auf 1125 Haushalte und 700 Familien. Die Bevölkerungsdichte betrug 1328,4 Einwohner pro Quadratkilometer (3441,0/sq mi).
Die Bevölkerung setzte sich 2010 aus 27,0 % Weißen, 69,9 % Afroamerikanern, 0,2 % amerikanischen Ureinwohnern, 0,3 % Asiaten, 0,4 % aus anderen ethnischen Gruppen und 2,2 % mit zwei oder mehr Ethnien zusammen. Bei 0,7 % der Bevölkerung handelte es sich um Hispanics oder Latinos. Von den 1125 Haushalten lebten in 36,6 % Familien mit Kindern unter 18, in 25,2 % der Haushalten lebten verheiratete Paare ohne Kinder und in 6,4 % der Haushalten lebten Personen über 65 alleine.
Von den 2856 Einwohnern waren 29,1 % unter 18 Jahre, 11,1 % zwischen 18 und 24 Jahren, 26,5 % zwischen 25 und 44 Jahren, 25,1 % zwischen 45 und 64 Jahren und in 8,2 % der Menschen waren 65 Jahre oder älter. Das Durchschnittsalter betrug 31,6 Jahre und 47,6 % der Einwohner waren männlich.
Das mittlere jährliche Einkommen eines Haushalts lag im Jahr 2000 bei 30.970 USD. Das Pro-Kopf-Einkommen betrug 15.237 USD. 14,9 % der Familien und 17,2 % der Einwohner lebten unterhalb der Armutsgrenze.

## Belege
1. ↑  Explore Census Data Total Population in Riverview village, Missouri. Abgerufen am 2. Februar 2023.
2. ↑   United States Census
3. ↑   American Fact Finder